# 297 до н. е.

## Події
- Правитель Понту Мітридат I Ктіст та правитель Віфінії Зіпойт I приймають царські титули.

## Померли
- Кассандр Македонський — діадох, цар Македонії.